# مارك بي. بارون
مارك بي. بارون (بالإنجليزية: Mark Barron)‏ هو مخترِع أمريكي، ولد في 15 يناير 1958 في سان دييغو في الولايات المتحدة.